# Joker (jeu télévisé)
 (septembre 2022).
Joker est un jeu télévisé français diffusé sur France 2 du 16 février 2015 au 29 août 2021. L'émission est animée par Olivier Minne. Il est produit par Hervé Hubert et est basé sur le format turc Joker créé par Rüyhan Duralı et sa société de production Erdi Yapım.

## Principe du jeu
Le but du jeu est de répondre à douze questions de culture générale (dix questions jusqu'en 2016) afin de progresser sur une échelle de gains à sept niveaux. Le candidat ne peut pas abandonner avant la dernière question ; en contrepartie, une erreur n'est pas éliminatoire.
Chaque question comporte quatre propositions de réponse et le candidat dispose d'un temps limité pour répondre à chaque question. 

### Échelle des gains
2015-2016 (les gains sont partagés avec un téléspectateur tiré au sort)
|          | Partagés |
| 50 000 € | 25 000 € |
| 12 000 € | 6 000 €  |
| 6 000 €  | 3 000 €  |
| 3 000 €  | 1 500 €  |
| 1 500 €  | 750 €    |
| 500 €    | 250 €    |
| 0 €      | 100 €*   |

- Si un candidat repartait avec 0 €, le gagnant du jeu audiotel gagnait 100 € au lieu de ne rien gagner.

Depuis 2018 (la somme gagnée par le candidat lui revient intégralement)
| 30 000+6 000 € |
| 10 000 €       |
| 5 000 €        |
| 2 000 €        |
| 1 000 €        |
| 500 €          |
| 0 €            |

## Audiences
Pour sa première émission, Joker réunit plus d'un million de téléspectateurs, score supérieur par rapport au jeu Pyramide, qui réalisait des audiences moins bonnes à cet horaire de 18 h 15.
Le record d'audience historique de l'émission a été établi en mars 2016. Le 2 mars, le jeu a été suivi par près de 1 170 000 téléspectateurs. La part d’audience du jeu a atteint 8,9 % sur l’ensemble du public âgé de 4 ans et plus. Depuis son lancement, il permit une progression de l’audience de sa case horaire de 75 % ainsi que des recettes publicitaires qui ont augmenté de 87 %.
Pour le retour de l'émission le 25 août 2018 avec  611 000 téléspectateurs et 6,8 % d’audience.

## Versions étrangères
Le format de télévision créé en Turquie a été exporté dans huit pays dans le monde. 
| Pays                        | Nom de l'émission  | Présentateur        | Chaîne       | Première diffusion | Dernière diffusion |
| --------------------------- | ------------------ | ------------------- | ------------ | ------------------ | ------------------ |
| Turquie (version originale) | Joker              | Hüseyin Avni Danyal | TRT 1        | 21 avril 2014      | Novembre 2014      |
| Pologne                     | Joker              | Krzysztof Ibisz     | Super Polsat | 6 novembre 2017    | 17 mai 2018        |
| Portugal                    | Joker              | Vasco Palmeirim     | RTP 1        | 27 août 2018       | En cours           |
| Slovénie                    | Joker              | Mario Galunič       | TV SLO 1     | 23 février 2019    | En cours           |
| Grèce                       | Joker              | Alexis Georgoulis   | Open TV      | 28 septembre 2020  | 4 septembre 2021   |
| Espagne                     | El comodín de La 1 | Aitor Albizua       | La 1         | 3 octobre 2022     | 24 novembre 2023   |
| Croatie                     | Joker              | Frano Ridjan        | Nova TV      | 26 février 2024    | 20 mai 2024        |
| Serbie                      | Joker              | Voja Nedeljković    | Nova S       | 16 septembre 2024  | 28 novembre 2024   |